# Альфред Якоб
Не плутати з генерал-лейтенантом Альфредом Якобі!
Альфред Якоб (нім. Jacob, Alfred; нар. 1 квітня 1883, Мюнхен — пом. 13 листопада 1963, Мюнхен) — німецький воєначальник часів Третього Райху, генерал інженерних військ (1940) Вермахту.

## Біографія
4 серпня 1902 року вступив в Баварську армію. Учасник Першої світової війни. Після демобілізації армії залишений в рейхсвері. З грудня 1938 року — інспектор інженерних частин і фортець, одночасно до серпня 1939 року — перший інспектор залізничних інженерних частин при Загальному управлінні сухопутних військ. З жовтня 1939 року — генерал інженерних частин і фортець при начальникові Генштабу сухопутних військ. Восени 1944 року брав участь в розробці плану Гудеріана з відновлення східних укріплень Німеччини. 8 травня 1945 року взятий в полон. В червні 1947 року звільнений. Активний учасник Союзу німецьких інженерних військ.

## Нагороди
- Медаль принца-регента Луїтпольда

- Залізний хрест 2-го і 1-го класу
- Орден «За заслуги» (Баварія) 4-го класу з мечами
- Орден Фрідріха (Вюртемберг), лицарський хрест 1-го класу з мечами
- Хрест «За військові заслуги» (Австро-Угорщина) 3-го класу з військовою відзнакою
- Галліполійська зірка

- Почесний хрест ветерана війни з мечами
- Медаль «За вислугу років у Вермахті» 4-го, 3-го, 2-го і 1-го класу (25 років)
- Медаль «У пам'ять 1 жовтня 1938» із застібкою із зображенням Празького граду

- Медаль «За будівництво оборонних укріплень» (23 листопада 1939) — один із перших 6 нагороджених; нагороджений особисто Адольфом Гітлером.
- Застібка до Залізного хреста 2-го і 1-го класу
- Хрест Воєнних заслуг 2-го і 1-го класу з мечами
- Лицарський хрест Хреста Воєнних заслуг з мечами (3 червня 1943)
- Орден Хреста Свободи 1-го класу з дубовим листям і мечами (Фінляндія; 5 жовтня 1943)
- Золотий почесний знак Союзу німецьких інженерних військ (липень 1956)